# Kebuzone
Kebuzone (hoặc ketophenylbutazone) là một loại thuốc chống viêm không steroid (NSAID)  được sử dụng để điều trị các tình trạng viêm như viêm huyết khối và viêm khớp dạng thấp (RA) .